# 卡洛斯·塔瓦雷斯
卡洛斯·塔瓦雷斯（西班牙語：Carlos Tabares，1974年7月8日—），古巴棒球运动员。他曾代表古巴国家队参加2004年夏季奥林匹克运动会棒球比赛，获得一枚金牌。他也曾参加2003年泛美运动会。